# الین اایسترالا مورا
الین اایسترالا مورا (پرتغالی: Elaine Estrela Moura؛ زادهٔ ۱ نوامبر ۱۹۸۲) بازیکن فوتبال زن اهل برزیل بود.
وی همچنین در تیم ملی فوتبال زنان برزیل بازی کرده‌است.
وی در مسابقات کشوری و بین‌المللی در مجموع برندهٔ ۲ مدال طلا، ۱ مدال نقره شده‌است.